# Низино (Орловская область)
Низино — деревня в Знаменском районе Орловской области. Входит в состав Узкинского сельского поселения.

## География
Одна улица — Сосновая улица.

## Население
| 2010 |
| ---- |
| 10   |

## История
Деревня Низино (Низина) упоминается в 1678 году среди вотчин Севского разряда Карачевского уезда Хотимльского стана..